# Chiquinquirá Delgado
María Chiquinquirá Delgado Díaz (Maracaibo, 17 de agosto de 1972) es una actriz, presentadora de televisión y modelo venezolana. Estuvo casada con el también animador Daniel Sarcos. Es con el programa de variedad TV Time que comienza su participación como presentadora de televisión. En 1999 se inicia en la actuación con la telenovela venezolana Calypso del escritor César Miguel Rondón.
Ese mismo año se convierte en la imagen del canal Sony Entertainment Television y también es presentadora, en la misma cadena televisiva, de las secciones “Lo último” y “Estilo Sony”. En 2000 fue la villana de la telenovela María Rosa, búscame una esposa, en Perú. Al regresar a Venezuela anima el programa de concursos Mega Match de Venevisión también fue la suplente de Viviana Gibelli cuando esta última no podía animar La guerra de los sexos y actúa en la telenovela Mambo y canela. Como modelo ha grabado videoclips junto a Luis Miguel y Alejandro Fernández.En 2003 es la antagonista de la telenovela venezolana Cosita rica de Venevisión. En 2004 se desempeñó como presentadora invitada en el programa Despierta América, transmitido por la cadena Univisión, así mismo en Sábado Gigante de la misma cadena. En 2005 se convierte en una de las presentadoras programa Portada's, programa matutino venezolano de transmisión diaria producido por Venevisión, similar a Despierta América, de Univisión, en la cual duro hasta el 2009. Ese mismo año protagoniza el musical infantil La Cenicienta, que también fue presentado en varias ciudades de Venezuela.También en 2005 lanza una línea de productos de cuidados para la piel que llevan su nombre "Chiqui", en alianza con Laboratorios Vargas. La institución bancaria Banco Occidental de Descuento la contrata de manera exclusiva para que sea la imagen del banco. Venevisión la reinstala el 16 de abril de 2009 en la conducción del el programa Donde nace el amor. El programa tiene como objetivo formar parejas a través de secciones especiales, en las que los participantes se ven sólo al final del espacio con la idea de lograr que el televidente se divierta y disfrute un momento diferente en su casa.

## Carrera
Fue la presentadora del programa Entertainment Tonight de la cadena CBS. Tras ser coronada primera finalista del Miss Venezuela 1990 y obtener el primer lugar en el "Miss Flower Queen" en Japón, inicia su carrera de modelo. Es con el programa de variedades TV Time que comienza su participación como presentadora de televisión. En 1999 se inicia en la actuación con la telenovela venezolana Calypso del escritor César Miguel Rondón. Ese mismo año se convierte en la imagen del canal Sony Entertainement Television y también es presentadora, en la misma cadena televisiva, de las secciones “Lo último” y “Estilo Sony”. En 2000 fue la villana de la telenovela María Rosa, búscame una esposa, en Perú. Al regresar a Venezuela anima el programa de concursos Mega match de Venevisión también fue la suplente de Viviana Gibelli cuando esta última no podía animar La guerra de los sexos y actúa en la telenovela Mambo y canela. Como modelo ha grabado videoclips junto a Luis Miguel y Alejandro Fernández. En 2003 es la antagonista de la telenovela venezolana Cosita rica de Venevisión. En 2004 se desempeñó como presentadora invitada en el programa Despierta América, transmitido por la cadena Univisión, así mismo en Sábado Gigante de la misma cadena. También tuvo una participación especial en el episodio 117 del programa ¡Qué Locura! reemplazando a Irán Lovera en el papel de La Cachi para el sketch: Cocinando con Ermo.
En 2005 se convierte en una de las presentadoras programa Portada's, programa matutino venezolano de transmisión diaria producido por Venevisión, similar a Despierta América, de Univisión, en la cual duro hasta 2009. Ese mismo año protagoniza el musical infantil La Cenicienta, que también fue presentado en varias ciudades de Venezuela. También en 2005 lanza una línea de productos de cuidados para la piel que llevan su nombre "Chiqui", en alianza con Laboratorios Vargas. La institución bancaria Banco Occidental de Descuento la contrata de manera exclusiva para que sea la imagen del banco. Venevisión la reinstala el 16 de abril de 2009 en la conducción del el programa Donde nace el amor. El programa tiene como objetivo formar parejas a través de secciones especiales, en las que los participantes se ven sólo al final del espacio con la idea de lograr que el televidente se divierta y disfrute un momento diferente en su casa.Condujo junto a Javier Poza el reality Mira Quien Baila de la cadena Univisión. En 2011 se incorporó como una de las presentadoras del programa matutino Despierta América de Univisión, tiempo después de la salida de la conductora mexicana Ana María Canseco. En ese mismo año fue presentadora en varios especiales de la cadena, como los Premios Latin Grammy. En 2012 fue la presentadora del programa Entertainment Tonight de la cadena CBS. Para 2013 regresa a Miami, Estados Unidos para ser la presentadora de un nuevo programa de entretenimiento y entrevistas en la cadena Univisión.

## Vida personal
En la filmación del video Barco a la deriva, el cual reafirmó su fama, conoce al cantautor Guillermo Dávila con quién contrae nupcias el 21 de septiembre de 1991. De este matrimonio nace su primera hija María Elena Dávila, pero unos años más tarde la pareja se divorcia. Estuvo casada con el también presentador Daniel Sarcos desde 2003. En 2010 dio a luz a su segunda hija con Daniel Sarcos, llamada Carlota Valentina Sarcos Delgado. El 11 de noviembre de 2010, Daniel Sarcos y Chiquinquirá Delgado publican en la prensa un comunicado en el cual anuncian su separación matrimonial. Desde el 2011 mantiene una relación estable con el famoso periodista y escritor mexicano Jorge Ramos. En 2014, se casaron en una ceremonia "simbólica" durante un viaje a la India.

## Filmografía

### Programas de televisión
| Año       | Programa                   | Notas                                  | Canal                     |
| --------- | -------------------------- | -------------------------------------- | ------------------------- |
| 1995      | Juego de la OCA            | Modelo                                 |                           |
| 1996-1997 | TV Time                    |                                        |                           |
| 1996-2000 | Lotto Quiz                 | Copresentadora                         | Venevisión                |
| 2001-2005 | La guerra de los sexos     | Presentadora invitada                  | Venevisión                |
| 2002      | Lo Último                  | Presentadora                           |                           |
| 2002-2004 | Mega Match                 | Presentadora                           | Venevisión                |
| 2004      | ¡Qué Locura! (Eps. 117)    | La Cachi (en reemplazo de Irán Lovera) | Venevisión                |
| 2005-2009 | Portada's                  | Presentadora                           | Venevisión                |
| 2010      | Camino a los Latin Grammys | Presentadora                           | CBS                       |
| 2010-2023 | Mira quien baila           | Presentadora                           | Univisión / Las Estrellas |
| 2010      | Miss Venezuela 2010        | Presentadora                           | Venevisión                |
| 2011      | Despierta América          | Reportera                              | Univisión                 |
| 2012      | Entertainment Tonight      | Presentadora                           | CBS                       |
| 2014-2016 | Nuestra Belleza Latina     | Presentadora                           | Univisión                 |
| 2021      | Premio Lo Nuestro 2021     | Presentadora                           | Univisión                 |

### Televisión
| Año       | Título                         | Personaje                 | Canal         | Notas |
| --------- | ------------------------------ | ------------------------- | ------------- | ----- |
| 1999      | Calypso                        | Margarita Luisa Volcán    | Venevisión    |       |
| 2000      | María Rosa, búscame una esposa | Eva Amador                | Venevisión    |       |
| 2002      | Mambo y canela                 | Marité                    | Venevisión    |       |
| 2003-2004 | Cosita rica                    | Victoria "Vicky" Cárdenas | Venevisión    |       |
| 2019      | Por amar sin ley               | Cristina                  | Las Estrellas |       |
| 2019      | Alta mar                       | Maria                     | Netflix       |       |

## Premios y reconocimientos
- Cacique de Oro Internacional: Actriz destacada del año por excelencia 2002
- Mara Internacional: Actriz de reparto del año 2003
- Cacique de oro 2004. Curazao
- Cacique de Oro 2005. Venezuela
- Premio Mara: Animadora de revelación en TV 2005. Valencia, Venezuela
- Gran Águila de Venezuela: Venezolana de Oro 2005. Maracaibo, Venezuela
- Mara de Oro 2006. Venezuela
- Premio Mar del Plata Internacional 2006-2007. Venezuela
- Gran Águila de Venezuela. 2007
- Cacique de Oro. 2007. Costa Rica
- Cacique de Oro Internacional:Animadora de televisión del año por excelencia 2008. Venezuela.